# ألانا هندرسون
ألانا هندرسون (بالإنجليزية: Alana Henderson)‏ هي مغنية بريطانية، ولدت في 6 أكتوبر 1988 في دانغنون ‏ في المملكة المتحدة.